# Walckenaerianus esyunini
Espèce
Synonymes
- Hypomma aemonicum Deltshev, 2005

Walckenaerianus esyunini est une espèce d'araignées aranéomorphes de la famille des Linyphiidae.

## Distribution
Cette espèce se rencontre en Bulgarie, en Russie et au Kazakhstan.

## Description
Le mâle holotype mesure 2,43 mm et la femelle paratype 3,50 mm.

## Étymologie
Cette espèce est nommée en l'honneur de Sergei L. Esyunin.

## Publication originale
- Tanasevitch, 2004 : Two new erigonine spiders from the steppe of the east European plain (Aranei: Linyphiidae: Erigoninae). Arthropoda Selecta, vol. 13, no 1/2, p. 63-67 (texte intégral).